# Christine Day
Christine Day (* 23. August 1986 im Saint Mary Parish) ist eine jamaikanische Sprinterin, die sich auf den 400-Meter-Lauf spezialisiert.

## Sportliche Laufbahn
Erste internationale Erfahrungen sammelte Christine Day bei den U23-NACAC-Meisterschaften 2008 in Toluca de Lerdo, bei denen sie in 3:27,46 min die Goldmedaille mit der jamaikanischen 4-mal-400-Meter-Staffel gewann. Im Jahr darauf qualifizierte sie sich für die Weltmeisterschaften in Berlin, bei denen sie mit 53,46 s im Halbfinale ausschied.
Bei den Olympischen Spielen 2012 in London erreichte sie im Einzelbewerb ebenfalls das Halbfinale und schied dort mit 51,19 s aus. Mit der jamaikanischen Mannschaft klassierte sie sich in 3:20,95 min ursprünglich auf dem dritten Platz. Durch die Disqualifikation der russischen Mannschaft 2017 rückte das jamaikanische Team auf den Silberrang vor. Mit der Staffel nahm sie auch an den Leichtathletik-Weltmeisterschaften 2013 teil, wurde dort aber im Vorlauf disqualifiziert. Bei den IAAF World Relays 2014 auf den Bahamas trug sie durch ihren Einsatz im Vorlauf zum zweiten Platz des jamaikanischen Teams bei. Im Juli siegte sie bei den Commonwealth Games in Glasgow in 3:23,82 min mit der Staffel und gewann in 51,09 s die Bronzemedaille über 400 Meter hinter ihren Landsfrauen Stephenie Ann McPherson und Novlene Williams-Mills, nachdem die ursprüngliche Siegerin Amantle Montsho wegen Dopings disqualifiziert worden war. Anschließend siegte sie auch beim Leichtathletik-Continental-Cup in Marrakesch mit der Amerika-Staffel in 3:20,93 min.
2015 gelangten die Jamaikanerinnen bei den World Relays mit 3:22,49 min erneut auf den zweiten Platz. Sie qualifizierte sich erneut für die Weltmeisterschaften in Peking und stellte sie mit 50,14 s im Finale eine neue Bestleistung auf und verpasste als Vierte knapp eine Medaille. Mit der Staffel in der Besetzung Day, Shericka Jackson, Stephenie Ann McPherson und Novlene Williams-Mills gewann sie vor der US-amerikanischen Staffel in 3:19,13 min die Goldmedaille. 2016 nahm sie erneut an den Olympischen Spielen in Rio de Janeiro teil. Im Einzelbewerb erreichte sie das Halbfinale, in dem sie mit 51,53 s ausschied und mit der Staffel gewann sie mit 3:22,38 min im Finale erneut die Silbermedaille hinter der US-amerikanischen Mannschaft. Bei den IAAF World Relays 2017 trug sie durch ihren Einsatz im Vorlauf zum dritten Platz der Jamaikanerinnen bei.
2018 erfolgte die erneute Teilnahme an den Commonwealth Games im australischen Gold Coast, bei denen sie mit der Staffel in 3:24,00 min erneut siegreich war. Im August wurde sie bei den NACAC-Meisterschaften in Toronto in 53,04 s Fünfte und gewann mit der Staffel in 3:27,25 min die Silbermedaille hinter den Vereinigten Staaten.
2015 wurde Day Jamaikanische Meisterin im 400-Meter-Lauf.

## Persönliche Bestzeiten
- 400 Meter: 50,14 s, 27. August 2015 in Peking
  - 400 Meter (Halle): 56,48 s, 28. Februar 2011 in Fargo